# Maria Magdalenakapel (Vaalbeek)
De Maria Magdalenakapel is een kapel die zich in Vaalbeek bevindt.

## Geschiedenis
De eerste gegevens dateren al van 1219. In de 13e eeuw sprak men dus al van de Maria Magdalenakapel uit Vaalbeek. Rond die periode vond ook de kruistocht plaats, waar onder andere Goswijn III aan deelnam. Die Goswijn wou dat er elke zondag een mis gehouden werd in de kapel en dus betaalde hij de Abdij van Park 8,5 bunders in ruil voor zijn zondagse mis. Tot op de dag van vandaag wordt er nog steeds een mis gehouden op zondag in de kapel.
Ook de zoon van Goswijn III, Jan I, was mild voor de kapel. In 1234 betaalde hij voor het onderhoud van het licht in de Kapel. De Sint Maria Magdalenakapel behoorde tot 1648 tot de parochie Heverlee, later tot die van Oud-Heverlee.

## Gebouw
Het gebouw dat we nu kennen als de St. Maria Magdalenakapel bestaat uit twee gedeeltes. Het oudste deel, het middengedeelte, werd in de 16e eeuw gebouwd. Twee eeuwen later werd het naar het westen toe verlengd. Ook de klokkentoren van de kapel werd toen gebouwd. De kapel is dus een eenbeukige bakstenenconstructie met een klokkentorentje. Het koorgedeelte werd in 1880 verlengd.

## Beelden
In de Kapel zijn er ook veel beelden terug te vinden, zoals de gotische calvarie of beeldengroep, bestaande uit Maria, Johannes en Jezus Christus.
Het beeld van Maria Magdalena uit de gelijknamige kapel wordt vanwege haar fijn gezicht tot de Mechelse school van de 16e eeuw gerekend.
Sint-Antonius is de winterpatroonheilige van Vaalbeek. Het gaat hier om een plaasteren beeld van St.-Antonius samen met een varken. Hij is de beschermer tegen varkensziektes.
Er is ook nog een beeld van Jezus Christus op de koude steen. Christus wacht op een rots op zijn kruisiging en draagt enkel een lendendoek en een kroon van doorns. De schedel aan de voet van de rots maakt ons duidelijk dat Jezus zich bevindt op Golgotha.
Ten slotte is er nog een beeld van Jozef met zijn zoon Jezus en een beeld van de Heilige Theresia van Lisieux.